# Menella indica
Menella indica is een zachte koraalsoort uit de familie Plexauridae. De koraalsoort komt uit het geslacht Menella. Menella indica werd in 1888 voor het eerst wetenschappelijk beschreven door Ridley. 